# Nyl Yakura
Nyl Yakura (* 14. Februar 1993 in Scarborough) ist ein kanadischer Badmintonspieler.

## Karriere
Nyl Yakura wurde 2011 im Einzel und im Mixed nationaler Juniorenmeister in Kanada. Im gleichen Jahr wurde er auch Junioren-Panamerikameister. 2010 und 2011 nahm er an den Badminton-Juniorenweltmeisterschaften teil. Bei den Commonwealth Youth Games gewann er Bronze im Herrendoppel. Auch bei den Canadian International 2011 und den Peru International 2013 belegte er Rang drei. 2012 siegte er bei den Ontario Championships. Bei den Canada Games 2011 wurde er Zweiter. 2023 siegte er Panamerikaspielen und den bei den Panamerikameisterschaften. 2024 startete er bei den Olympischen Spielen in Paris. Im Herrendoppel schied er gemeinsam mit Adam Dong dabei schon in der Vorrunde aus.